# Ассаурово
Ассаурово — деревня в Дмитровском районе Московской области, в составе Сельского поселения Костинское. В деревне действует церковь Иконы Всех Скорбящих Радость 1810-х годов постройки.

## Расположение
Деревня расположена в юго-восточной части района, примерно в 12 км на юго-восток от Дмитрова, на запруженном безымянном ручье, левом притоке реки Яхромы, высота центра над уровнем моря 197 м. Ближайшие населённые пункты — Кекишево с Никулино на юге, Хлыбы на востоке и Шадрино на севере.

## История
Село Асаурово Вышегородского стана в первой половине XVII века числится вотчиной Московского Новодевичьего монастыря, согласно приправочным книгам 1562 года.
В 1627 — 1629 гг. в селе числится деревянная Никольская церковь. В Ассаурово располагается двор Новодевичьего монастыря. В 1715 году в селе числится 2 деревянных церкви: Никольская и посвящённая святому мученику Артемию (Антиохийскому).
В 1826 году строится каменная церковь Иконы Всех Скорбящих Радость с приделами Николая Чудотворца и вмч. Артемия Антиохийского.
До 1954 года Ассаурово было центром Ассауровского сельсовета.
До 2006 года Ассаурово входило в состав Гришинского сельского округа.

## Население
| 2002 | 2006 | 2010 |
| ---- | ---- | ---- |
| 58   | ↗59  | ↗75  |